# Lista sucessória dos patriarcas grego ortodoxos de Constantinopla até 1453

Brasão do Patriarcado Ecumênico de Constantinopla

Depois do Grande Cisma, a Igreja Ortodoxa se separou da Igreja Católica, uma divisão que permanece até os dias de hoje. Liderada pelo patriarca grego ortodoxo de Constantinopla, dito "ecumênico", a ortodoxia grega também abrangia os patriarcas históricos de Antioquia, Alexandria e Jerusalém, que já estavam sob domínio muçulmano desde a expansão islâmica no século VII.
Constantinopla, contudo, conseguiu permanecer como a capital do Império Bizantino até 1453, quando foi finalmente conquistada pelo sultão otomano Maomé II, o Conquistador. Neste período, a ocorrência mais marcante foi um período de exílio durante a breve existência do Império Latino a partir de 1204 e a criação da função rival de patriarca latino de Constantinopla, que só foi extinta oficialmente em 1964, mais de 700 anos depois da reconquista da capital em 1261. Depois da Restauração Comnena, o Império Bizantino mergulhou num declínio e a situação política se refletiu no patriarcado, com diversos patriarcas sendo depostos e reinstalados conforme os poderes se alternavam em sucessivas guerras civis.
No aspecto religioso, duas grandes controvérsias marcaram o período. A controvérsia hesicasta foi o resultado de um complexo conjunto de fatores, entre eles a crescente influência do pensamento aristotélico ocidental sobre as doutrinas ortodoxas, as tradições piedosas dos monges em conflito com os eruditos do clero e os conflitos da guerra civil bizantina de 1341-1347. A questão da reunião das igrejas permeou todo o período e se acirrou tanto na época do Segundo Concílio de Lyon (1274), que formalizou uma "União das Igrejas", completamente ignorada no oriente, e durante o Concílio de Florença (1431), quando os desesperados bizantinos, cercados pelos otomanos, aceitaram a "União de Florença", provocando sérios distúrbios em Constantinopla, que se dividiu entre "unionistas" e "anti-unionistas".

## Patriarcas grego ortodoxos (até 1453)
Foi durante o reinado do patriarca Miguel I Cerulário que se deu o cisma e, por isso, ele consta nas duas listas:

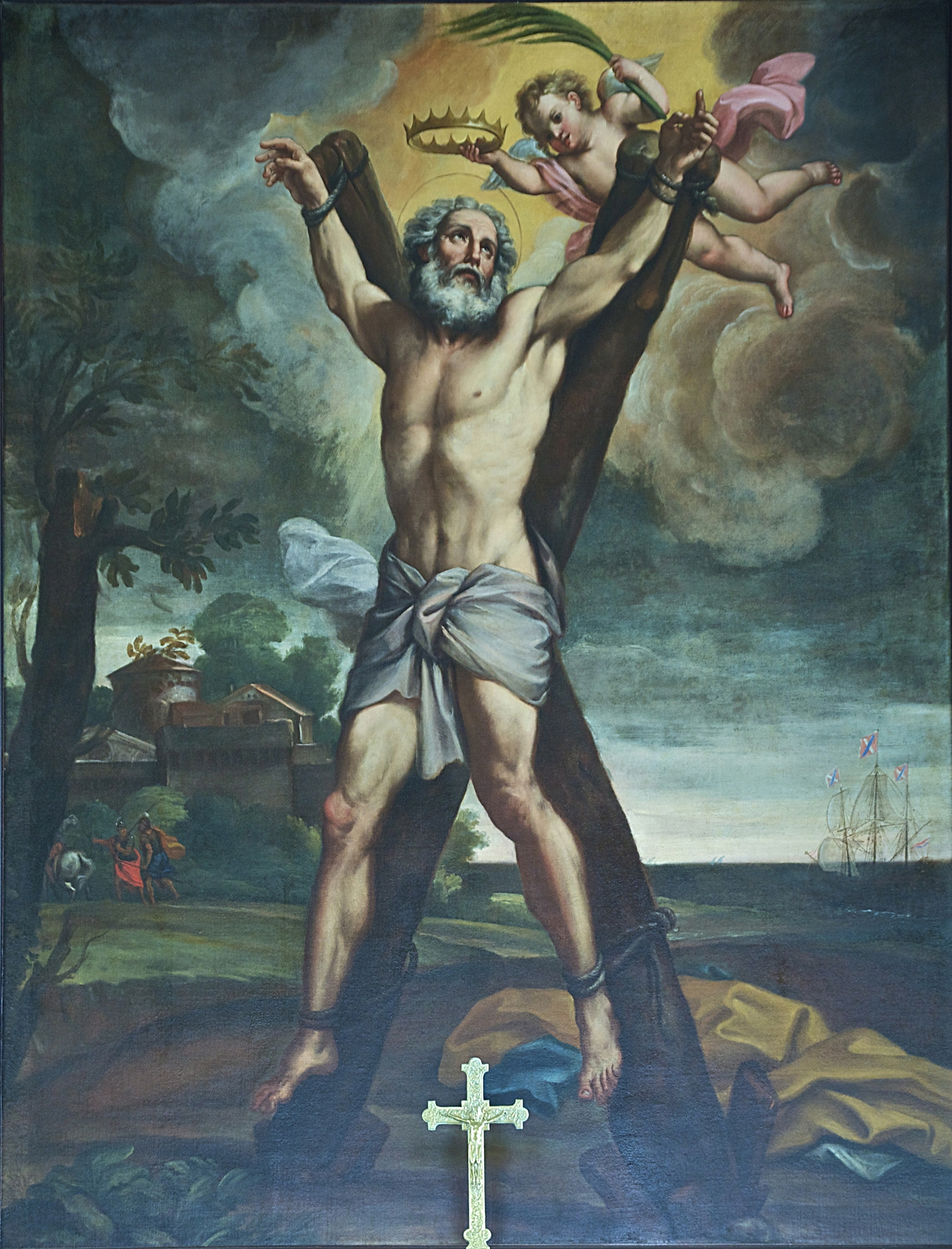
Santo André, tido como fundador da Igreja de Constantinopla

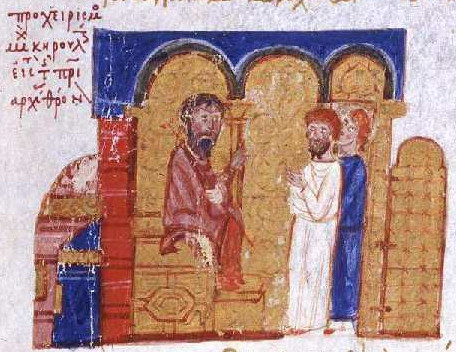
Miguel I

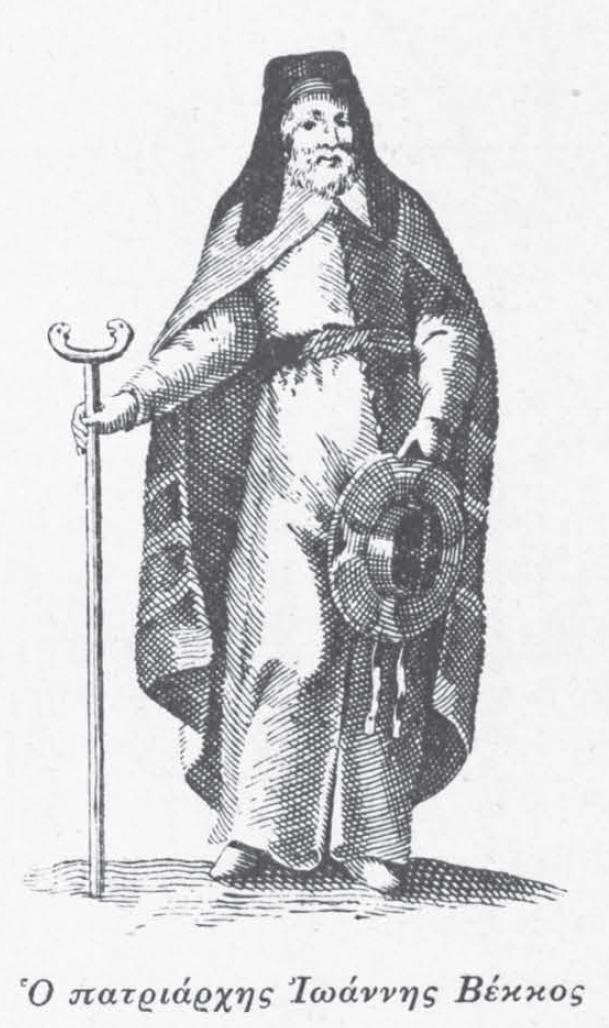
João XI

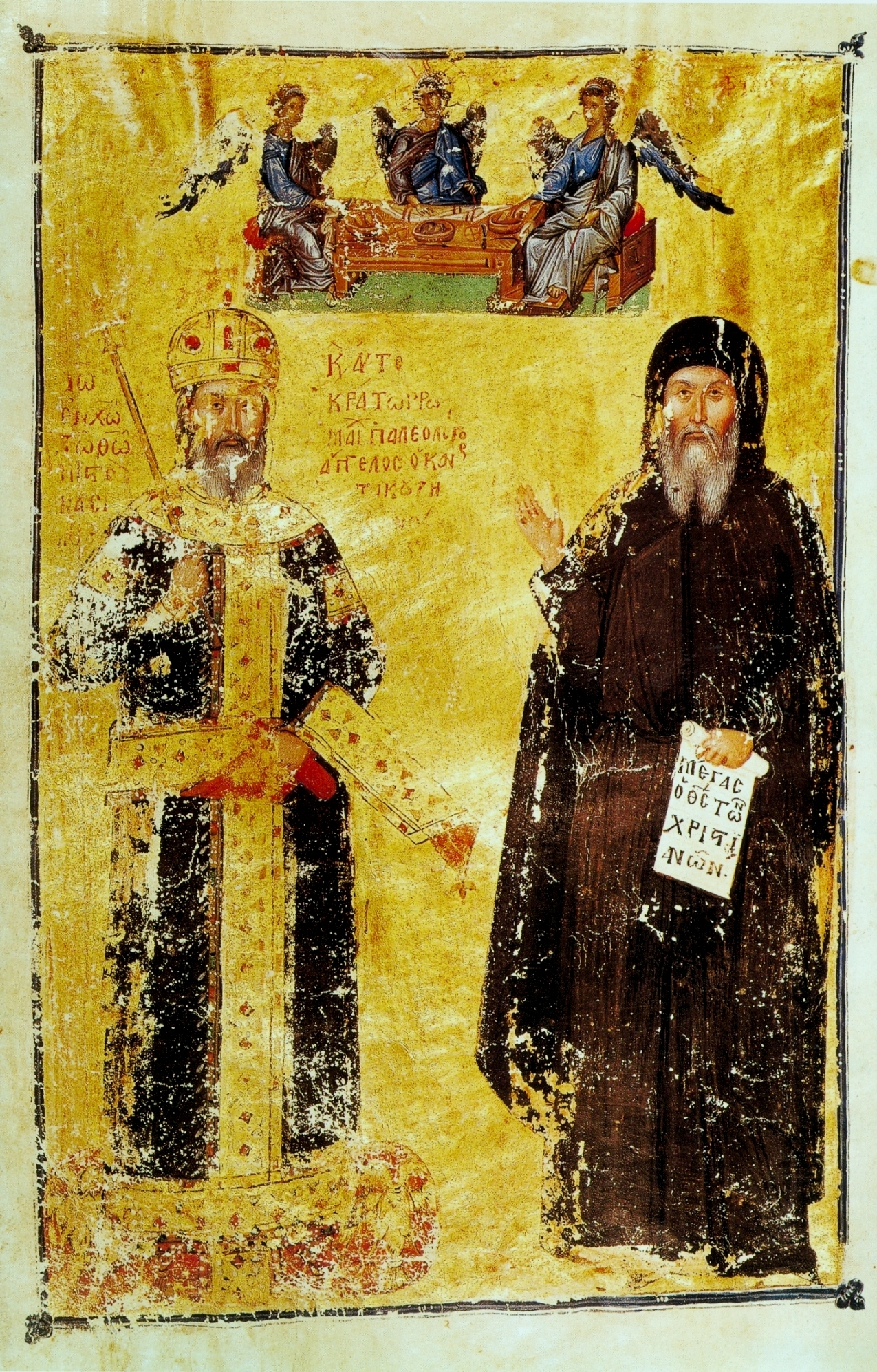
João VI Cantacuzeno e Filoteu

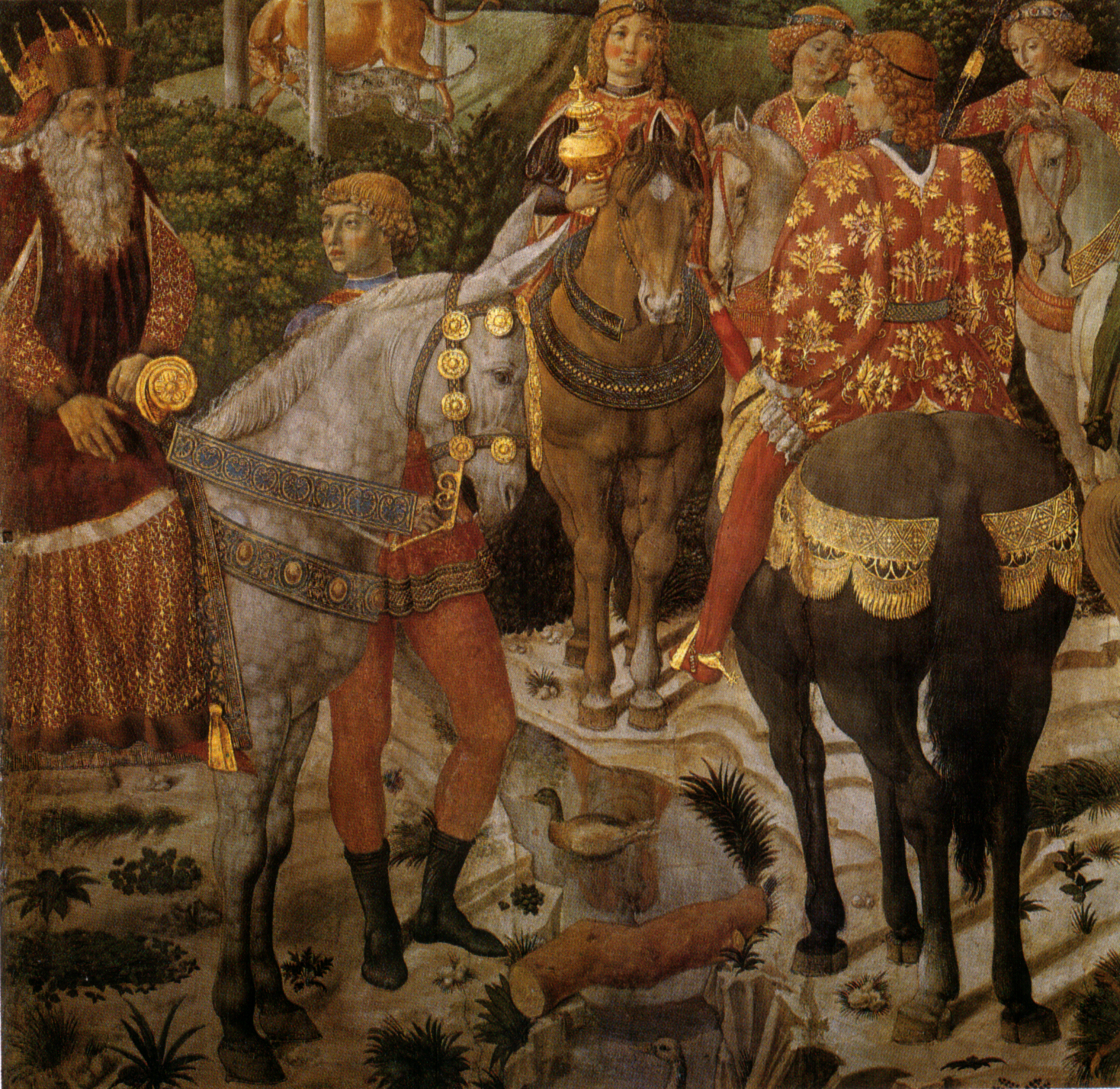
José II

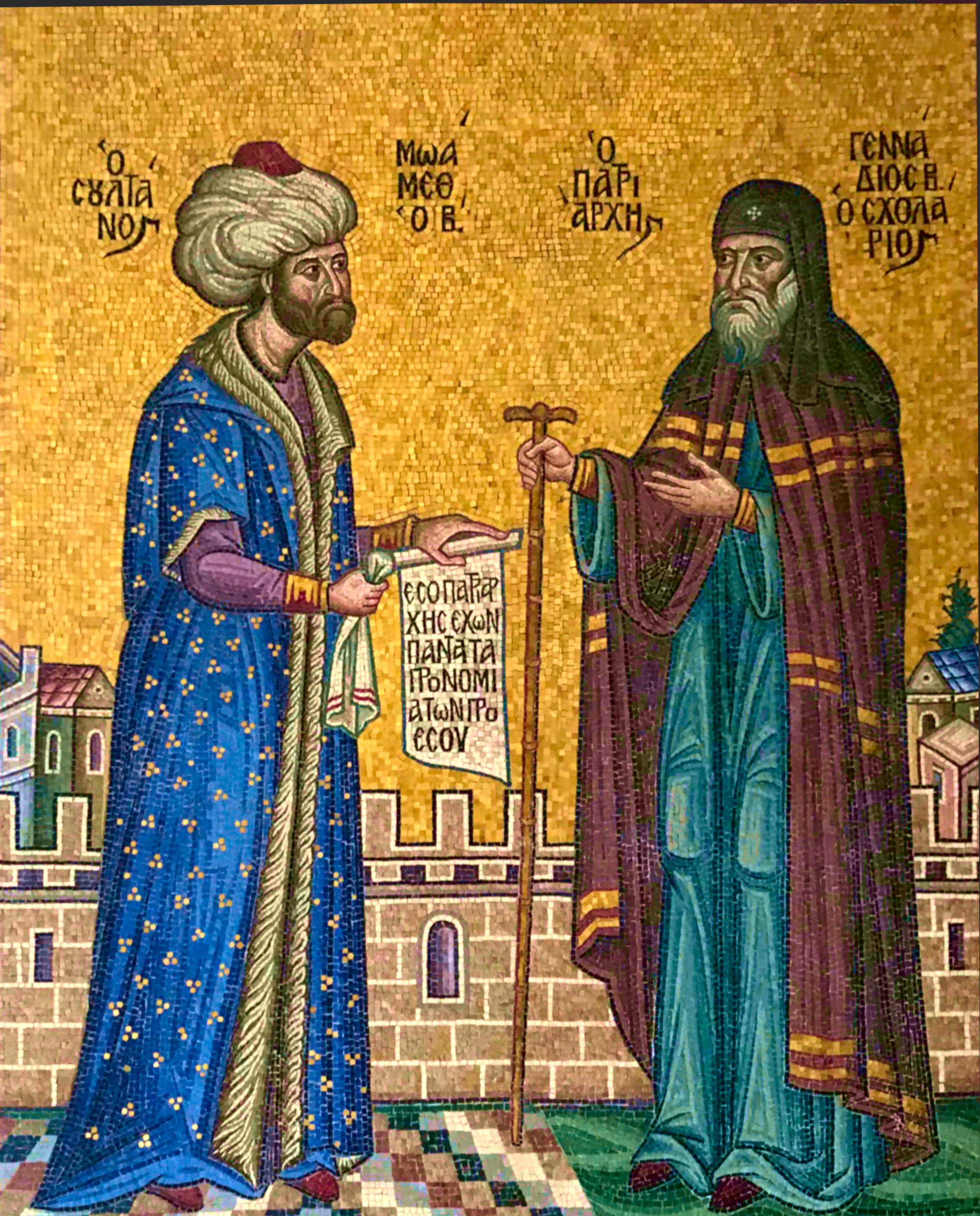
Genádio II

| Número                                | Nome                        | Período        | Observações | Ref.                               |
| ------------------------------------- | --------------------------- | -------------- | --- | ---------------------------------- |
| Patriarca Ecumênico de Constantinopla |                             |                | |                                    |
| 102                                   | Miguel I Cerulário          | 1043-1058      | O papa Leão IX escreveu em 1054 para Miguel reafirmando enfaticamente a primazia papal sobre o patriarca de Constantinopla e criticando severamente os costumes e ritos bizantinos, acusando-os de serem a fonte de heresias. Depois de se recusar a conceder uma audiência a Humberto de Silva Candida, o legado papal, por meses, Miguel recebeu uma comunicação de que fora excomungado em 16 de julho. Miguel, em contrapartida, excomungou o legado e retirou o nome do papa dos dípticos, efetivando assim o Grande Cisma, que perdura até hoje. Na sequência dos eventos, Miguel mandou fechar todas as igrejas latinas de Constantinopla e o imperador bizantino rompeu a sua aliança com o papado. | [ 1 ]                              |
| 103                                   | Constantino III Leicuda     | 1059-1063      | Um grande erudito, foi companheiro de Miguel Pselo e de João Xifilino. Era também um dos auxiliares mais seniores dos imperadores Miguel V, o Calafate e Constantino IX Monômaco. É considerado um santo pela Igreja Ortodoxa. | [ 2 ]                              |
| 104                                   | João VIII Xifilino          | 1064-1075      | João era o tio de João Xifilino, o grande historiador bizantino e estudou com João Mauropo. Foi o chefe da Faculdade de Direito da Universidade de Constantinopla e se tornou amigo de Miguel Pselo. Foi patriarca contra sua vontade. | [ 3 ] [ 4 ]                        |
| 105                                   | Cosme I                     | 1075-1081      | Cosme coroou Nicéforo III Botaniates logo após o golpe que derrubou Miguel VII Ducas e, três anos depois, coroou também Aleixo I Comneno, que tomou o poder de Nicéforo. Foi forçado a renunciar (ou renunciou voluntariamente, dependendo da fonte) depois de impedir que o imperador repudiasse Irene Ducena em favor de Maria da Alânia, o que enfureceu a imperatriz-mãe Ana Dalassena. Ela conseguiu, contudo, eleger seu favorito, Eustrácio, como sucessor de Cosme. Condenou as obras de João Ítalo por heresia. | [ 5 ] [ 6 ] [ 7 ]                  |
| 106                                   | Eustrácio Garidas           | 1081-1084      | Era conselheiro pessoal da imperatriz Ana Dalassena e um eunuco. Durante os primeiros anos da "Restauração Comnena", não se opôs à expropriação dos bens da Igreja promovida por Aleixo I Comneno para financiar a guerra contra os normandos e, por isso, sofreu muitas críticas. Terminou renunciando depois de ser acusado de heresia por ter se envolvido com João Ítalo, condenado por seu antecessor. | [ 8 ] [ 9 ] [ 10 ]                 |
| 107                                   | Nicolau III Gramático       | 1084-1111      | Conciliador, Nicolau enfrentou diversos assuntos delicados. Ele tomou partido do imperador no confisco de tesouros da Igreja pelo imperador bizantino para aliviar o prejuízo financeiro provocado pelas guerras entre os bizantinos e os normandos e foi um dos mais proeminentes opositores da heresia dos bogomilos. Contudo, ele agiu com cautela no conflito entre os metropolitas provinciais e o Patriarcado, mas terminou se opondo ao direito do imperador de elevar bispos metropolitanos. A situação política vigente no império após o desastre da derrota em Manzicerta forçou Nicolau a procurar a reunião com o papa Urbano II, ainda que se mantendo firme nos pontos de vista mais importantes do cisma vigente, principalmente a cláusula Filioque, a questão do pão ázimo e a primazia papal. | [ 11 ] [ 12 ]                      |
| 108                                   | João IX Agapetos            | 1111-1134      | Em seu reinado, defendeu a tendência de tornar o clero patriarcal - e não as comunidades monásticas - a principal autoridade da Ortodoxia, um conflito que se estenderia ainda por muitos anos. Os poucos esforços feitos pelo imperador bizantino Aleixo I Comneno para tentar reverter o cisma entre o ocidente e o oriente fracassaram principalmente pela insistência do papa Pascoal II, em 1112, para que João reconhecesse a primazia do Papa sobre "todas as Igrejas de Deus por todo o mundo". Isto era algo que ele não poderia fazer, pois enfrentava a oposição da maioria do clero secular, dos monges e da população laica. | [ 13 ]                             |
| 109                                   | Leão Styppes                | 1134-1143      | Seu reinado ocorreu de forma pacífica e sem grandes eventos durante o reinado do imperador bizantino João II Comneno. | [ 14 ]                             |
| 110                                   | Miguel II Curcuas           | 1143-1146      | Durante seu reinado, Miguel teve que lidar com o julgamento fortemente político de um monge chamado Nifão. Em 22 de fevereiro de 1144, Miguel condenou-o por apoiar dois bispos capadócios acusados e, posteriormente, condenados pela prática do bogomilismo, cortando relações relações com ele. Miguel II renunciou em março de 1146 provavelmente decepcionado com o imperador Manuel I Comneno, que ele mesmo coroou. | [ 15 ] [ 16 ]                      |
| 111                                   | Cosme II Ático              | 1146-1147      | Cosme seu viu envolvido na controvérsia ligada à condenação do monge Nifão e acabou deposto por tratá-lo de forma leniente, uma manobra que alguns autores classificam como "intriga política". | [ 17 ] [ 18 ]                      |
| 112                                   | Nicolau IV Muzalon          | 1147-1151      | Nicolau foi eleito para o trono patriarcal em 1147 para substituir o patriarca Cosme II, que foi deposto acusado de bogomilismo (por sua relação com o monge Nifão). Sua eleição, porém, provocou uma considerável controvérsia e teve sua validade canônica questionada, uma vez que ele tinha renunciado voluntariamente à sua sé episcopal anterior, em Chipre. Eventualmente, ele acabou sendo forçado a renunciar esta também. | [ 19 ]                             |
| 113                                   | Teódoto II                  | 1151-1153      | Serviu por dois anos e havia sido foi o hegúmeno (equivalente a abade) do Mosteiro da Ressurreição em Constantinopla. | [ 20 ]                             |
| 114                                   | Neófito I                   | 1153           | Renunciou um mês depois de assumir. Antes de sua elevação, havia sido monge num mosteiro dedicado à Teótoco. | [ 20 ]                             |
| 115                                   | Constantino IV Cliarino     | 1154-1156      | Terceiro numa sucessão de monges patriarcas, reinou por apenas dois anos. | [ 20 ]                             |
| 116                                   | Lucas Crisoberges           | 1156-1169      | Dois sínodos foram convocados em Constantinopla neste período enquanto diversas heresias continuaram a florescer nas possessões bizantinas na Europa, incluindo os bogomilos, paulicianos e os monofisistas, que Lucas e seu sucessores tiveram dificuldades em suprimir. O primeiro, em 1157, tratou de uma questão nascida de uma interpretação da liturgia de João Crisóstomo para a Eucaristia, que, a certo ponto, diz que "Tu és O que oferece e é oferecido e recebe". O ponto era saber se Cristo teria se oferecido como sacrifício pelos pecados do mundo ao Pai e ao Espírito Santo apenas ou se também a Jesus, o Logos (ou seja, a si próprio). Foi também em seu patriarcado que apareceu pela primeira vez a questão teológica da relação entre o Filho e o Pai na Santíssima Trindade. A questão foi criada por causa da explicação que um tal Demétrio de Lampi (na Frígia) deu para a frase do Evangelho de João ὁ Πατήρ μου μείζων μου ἐστίν, «o Pai é maior do que eu» (João 14:28). A explicação de Demétrio, defendida pelo sobrinho do imperador, terminou condenada como herética. | [ 21 ] [ 22 ] [ 23 ] [ 24 ]        |
| 117                                   | Miguel III                  | 1170-1177      | Foi hípato dos filósofos (em grego: ὕπατος τῶν φιλοσόφων; romaniz.: hýpatos tōn philosóphōn; lit. "filósofo chefe"), um título que era reservado ao reitor da Universidade de Constantinopla entre os séculos XI e XIV e continuou a lidar com a controvérsia iniciada por Demétrio de Lampi sobre a Santíssima Trindade, herança de seu antecessor. O patriarcado de Miguel foi marcado pelas tentativas do imperador Manuel I Comneno de firmar uma união com a Igreja Católica. Porém, o papa Alexandre III exigiu que sua autoridade religiosa sobre todos os cristãos fosse reconhecida, inclusive sobre o imperador, algo que os bizantinos não estavam preparados para fazer. Manuel, por outro lado, queria um reconhecimento oficial de sua autoridade secular tanto sobre o oriente quanto sobre o ocidente, o que também não era aceito no ocidente. | [ 26 ] [ 27 ] [ 28 ]               |
| 118                                   | Cárito                      | 1177-1178      | Outro monge, reinou por apenas 11 meses. | [ 29 ]                             |
| 119                                   | Teodósio I Borradiotes      | 1179-1183      | Durante o governo de Andrônico I Comneno (r. 1183–1185), se opunha a ele em diversos temas, como o planejado casamento de sua filha ilegítima, Irene Comnena (n. 1169), com Aleixo Comneno (n. no início da década de 1160), o filho ilegítimo de Manuel I Comneno com Teodora Batatzina, por serem parentes próximos e também a expulsão da imperatriz-mãe, Maria de Antioquia, do Grande Palácio. Acabou forçado a abdicar. | [ 30 ]                             |
| 120                                   | Basílio II Camatero         | 1183-1186      | O novo patriarca imediatamente cedeu aos desejos de Andrônico, abrindo o caminho para o casamento dos jovens Irene e Aleixo e chegou até mesmo a absolver os assassinos do jovem imperador Aleixo II Comneno (r. 1180–1183). Depois que Andrônico foi deposto e executado, em setembro de 1185, Basílio não conseguiu cair nas graças do novo governante, Isaac II Ângelo (r. 1185-1195 e 1203-1204), apesar de ter oficializado a coroação. Ele foi desposto e condenado por um sínodo por ter aprovado o casamento de Irene e Aleixo. Nada mais se sabe sobre ele depois disso. | [ 31 ]                             |
| 121                                   | Nicetas II Muntanes         | 1186-1189      | Foi apontado como patriarca pelo imperador bizantino Isaac II Ângelo em fevereiro de 1186 e foi expulso por ele três anos depois, no mesmo mês, sob o pretexto de "velhice extrema e simplicidade muito grande" | [ 32 ]                             |
| 122                                   | Dositeu                     | 1189           | Dositeu, que já era patriarca grego ortodoxo de Jerusalém antes de 1187, era amigo pessoal do imperador Isaac II Ângelo. Contudo, ele conseguiu se manter no posto por apenas nove dias antes de ter que ceder sua posição para Leão II Theotokites. | [ 33 ]                             |
| 123                                   | Leão II Theotokites         | 1189           | Foi patriarca por um breve período em 1189. Ascendeu ao trono em fevereiro/março de 1189 e saiu quando Dositeu foi restaurado em setembro/outubro do mesmo ano. | [ 32 ]                             |
| 122*                                  | Dositeu, reinstalado        | 1189-1191      | Dositeu foi novamente alçado ao posto no final de setembro ou início de outubro de 1189 com a ajuda do imperador. Os bispos, liderados por Teodósio IV, patriarca grego ortodoxo de Antioquia — que aspirava ao posto — declararam inválida sua eleição. Apesar do apoio de Isaac II Ângelo e de ter antes cedido sua posição em Jerusalém para Marcos II (III), Dositeu foi obrigado a abdicar frente aos protestos do clero e do povo em 10 de setembro de 1191 e reassumiu o patriarcado em Jerusalém. | [ 34 ]                             |
| 124                                   | Jorge II Xifilino           | 1191-1198      | Reinou por sete anos durante um período tranquilo durante o reinado de Isaac II e Aleixo III Ângelo. |                                    |
| 125                                   | João X Camatero             | 1198-1206      | Parente da esposa do imperador Aleixo III Ângelo, Eufrósine, João trocou correspondências com o papa Inocêncio III sobre o tema da supremacia papal e da cláusula Filioque, nas quais ele contestava a alegação de primazia de Roma, que se baseava em São Pedro, e afirmava que, na realidade, esta primazia vinha do fato de Roma ter sido a antiga capital do Império Romano. De acordo com as fontes ocidentais, tanto ele quanto Aleixo IV Ângelo, ameaçados depois da captura de Constantinopla pela Quarta Cruzada em 1204, reconheceram a primazia papal no mesmo ano. Logo em seguida, ele fugiu para Didimoteico na Trácia e, dois anos depois, Teodoro I Láscaris o chamou para a corte em Niceia, a capital recém-fundado Império de Niceia, um estado sucessor do finado Império Bizantino, mas João se recusou, talvez por conta de sua idade já avançada. Os cruzados então instalaram um patriarca latino em Constantinopla - Tommaso Morosini foi o primeiro - enquanto que Teodoro criou um novo patriarcado grego em Niceia, que seria finalmente restaurado em Constantinopla, juntamente com o Império Bizantino, em 1261. | [ 35 ]                             |
| 126                                   | Miguel IV Autoriano         | 1207-1212      | Logo depois de assumir a função, Miguel IV coroou Teodoro Láscaris como imperador. Mais importante, ele fez uma promessa peculiar, contrária tanto à tradição quanto à doutrina bizantinas, de remissão dos pecados de todos os soldados do novo imperador que morressem lutando. É possível, contudo, que a promessa tenha tido vida curta, pois Miguel morreu em Niceia em 26 de agosto de 1212. | [ 36 ] [ 35 ]                      |
| 127                                   | Teodoro II Irenico          | 1212-1215      | Um alto funcionário da corte bizantina, fugiu de Constantinopla quando ele foi tomada pela Quarta Cruzada. Em Niceia, foi tonsurado e adotou a vida monástica. O imperador Teodoro I Láscaris o agraciou com o título de hypatos ton philosophon ("chefe dos filósofos"), o prestigioso título reservado ao reitor da cadeira de filosofia na Universidade de Constantinopla e, em 28 de setembro de 1214, Irenico foi eleito patriarca de Constantinopla pelo sínodo patriarcal. Seu governo foi marcado pela confrontação direta com a Igreja Católica, especialmente sobre a legitimidade dos patriarcas latinos de Constantinopla e do controle católico sobre a população grega ortodoxa pelas mãos dos príncipes latinos. | [ 37 ] [ 38 ] [ 35 ] [ 39 ]        |
| 128                                   | Máximo II                   | 1215           | Máximo morreu depois de apenas seis meses na função. Jorge Acropolita e Nicéforo Calisto Xantópulo fazem um relato bastante crítico sobre Máximo, sugerindo que ele era "iliterato". | [ 40 ] [ 41 ]                      |
| 129                                   | Manuel I                    | 1215-1222      | Sob Manuel I, o grande santo sérvio, São Sava, se tornou um arcebispo e a Igreja Ortodoxa Sérvia se tornou autocéfala no território do nascente Reino da Sérvia de Estêvão II Nemânica. Mas Manuel é lembrado por seu papel na relação diplomática entre o imperador de Niceia, Teodoro I Láscaris, e o imperador latino de Constantinopla, Roberto de Courtenay. Em 1222, Roberto se aproximou de Teodoro com a intenção de firmar um tratado de paz e, posteriormente, ofereceu a mão de sua filha, Eudóxia, em casamento para consolidar o acordo. Mas Teodoro era casado com Maria de Courtenay, a irmã de Roberto desde 1217 e Manuel, por isso, teria bloqueado, segundo Jorge Acropolita, um noivado que fora duplamente negociado em bases puramente religiosas: Roberto, o cunhado de Teodoro, não poderia se tornar também seu genro, pois isso configuraria uma "união ilegal" e um incesto, pois estava dentro do parentesco de terceiro grau. | [ 42 ] [ 43 ]                      |
| 130                                   | Germano II                  | 1222-1240      | Germano assumiu o trono e rapidamente se mostrou um valioso aliado de João III Vatatzes. Ele lutou para re-estabelecer a sua autoridade como líder do então espatifado mundo ortodoxo, ao mesmo tempo em que apoiava Vatatzes em sua luta para reconquistar a sua herança imperial perdida. Assim, Germano se opôs à defesa dos governantes do Despotado de Epiro por seus prelados e, especialmente, ao arcebispo de Ácrida, Demétrio Comateno, que tinha presidido a coroação de Teodoro Comneno Ducas como rei em Tessalônica, em direto confronto com Niceia. Após a derrota de Epiro na Batalha de Klokotnitsa em 1230, o cisma seria superado, com a Igreja de Epiro reconhecendo sua autoridade. Mesmo sendo um feroz crítico dos "erros" que percebia na Igreja Católica, Germano foi, inicialmente, favorável a uma reaproximação com Roma. Em 1232, enviou emissários propondo convocar um concílio ecumênico pleno para tentar a reconciliação das Igrejas e, como resposta, uma delegação de franciscanos e dominicanos chegou em Niceia em 1234, mas com alçada limitada: eles não tinham autoridade para conduzir nenhum tipo de negociação, mas apenas para sondar o imperador e o patriarca. A delegação latina compareceu ao concílio realizado em Ninfeu, mas ele acabou se desfazendo em uma disputa entre os latinos e os gregos. Os enviados papais fugiram para Roma enquanto que os nicenos se juntaram ao ataque a Constantinopla em 1235. | [ 44 ] [ 45 ]                      |
| 131                                   | Metódio II                  | 1240           | Abade do mosteiro de Jacinto, morreu três meses depois de sua elevação. | [ 46 ]                             |
| -                                     | sede vacante                | 1240-1244      | Quatro anos de conflitos se seguiram para a eleição de um novo patriarca. | [ 47 ]                             |
| 132                                   | Manuel II                   | 1244-1255      | Manuel era um "respeitável padre casado, mas ignorante". Em 1247, Manuel iniciou contatos com os franciscanos enviados pelo papa até Constantinopla e, dois anos mais tarde, ele voltou a contatar João de Parma, ministro geral da mesma ordem. Contudo, as negociações com o ocidente continuaram sem resposta, mesmo depois de o imperador de Niceia João III Ducas Vatatzes ter enviado dois lordes e dois bispos gregos à Roma. | [ 47 ]                             |
| 133                                   | Arsênio I Autoriano         | 1255-1259      | Monge, foi, em 1255, chamado por Teodoro II Láscaris para assumir a posição de patriarca em Niceia e, quatro anos depois, com a morte do imperador, tornou-se um dos guardiões de seu filho, João. O outro, Jorge Muzalon, foi imediatamente assassinado por Miguel Paleólogo, que assumiu integralmente a função de tutor. Quando Miguel reconquistou Constantinopla e não conseguiu o apoio de Arsênio, que era seu adversário, o imperador nomeou Nicéforo II como patriarca, mesmo sem uma renúncia de Arsênio. | [ 48 ]                             |
| 134                                   | Nicéforo II                 | 1260-1261      | Nada mais sabemos sobre a sua vida e as poucas obras que ele deixou foram publicadas por Migne, na Patrologia Graeca (vol. CXL). | [ 49 ]                             |
| 133*                                  | Arsênio, reinstalado        | 1261-1267      | Arsênio se refugiou no mosteiro de Paschasius, mas foi convencido por Miguel, o conquistador de Constantinopla, a retomar a função. Contudo, o imperador logo passou a ser severamente censurado, principalmente por ordenar que o jovem João fosse cegado - um ato que teria consequências duradouras. Arsênio chegou a excomungar o imperador, que, tendo em vão buscado seu perdão, acusou falsamente o patriarca e conseguiu que ele fosse banido para Proconeso, onde ele morreu. Até a sua morte, Arsênio se recusou a remover a sentença de excomunhão que ele passou a Miguel e, depois dela, quando o novo patriarca José finalmente absolveu o imperador, a disputa continuou entre os "arsenitas" e os "josefitas". O chamado "cisma arsenita" durou até 1315, quando o patriarca Nefão I conseguiu finalmente promover a reconciliação. | [ 48 ]                             |
| 135                                   | Germano III                 | 1267           | Arcebispo de Adrianópolis, Germano substituiu o patriarca Arsênio Autoriano e teve que enfrentar o cisma arsenita, motivo pelo qual ele eventualmente acabou tendo que abdicar em nome de José I. Uma figura ativa na política bizantina, Germano era "pró-união" com a Igreja Católica e fez parte da embaixada enviada por Miguel VIII ao Concílio de Lyon, que reconheceria a "União das Igrejas" do papa Gregório X. | [ 46 ]                             |
| 136                                   | José I Galesiotes           | 1267-1275      | Logo no início de seu patriarcado, ele cancelou a excomunhão de Miguel VIII que havia sido proferida por Arsênio Autoriano e foi um feroz adversário da chamada União das Igrejas, a reunificação com a Igreja Católica determinada no Segundo Concílio de Lyon (1274), uma luta que foi a sua ruína e que acabou levando à sua abdicação em 1275. | [ 46 ]                             |
| 137                                   | João XI Bekkos              | 1275-1282      | Após o patriarca José I Galesiotes ter abdicado no início de 1275, Bekkos foi eleito para substituí-lo. Sua relação com o imperador já era, por vezes, tempestuosa e, embora Miguel VIII dependesse de Bekkos para manter a paz de seu império com o ocidente, ele se incomodava com as repetidas intercessões dele em prol dos pobres. Miguel era um homem perspicaz e sabia como tornar a vida do patriarca miserável através de pequenas humilhações até que, em março de 1279, Bekkos renunciou desgostoso e teve que ser "convencido" a retomar o emprego novamente em 6 de agosto de 1279. Os anos finais do reinado de Miguel VIII foram inteiramente tomados com a defesa de seu império contra a ameaça representada pelo rei ocidental Carlos de Anjou e, em sua ansiedade para estar à altura da ameaça, Miguel iniciou um "reino do terror" contra os oponentes da União. Contudo, não existem evidências convincentes de que João Bekkos tenha tomado parte ativamente ou mesmo apoiado estes atos de perseguição violenta. A União de Miguel VIII nunca foi popular em Bizâncio e, após a sua morte em 11 de dezembro de 1282, seu filho e sucessor, Andrônico II Paleólogo, a repudiou. No dia depois do Natal de 1282, João Bekkos renunciou e se retirou para um mosteiro. | [ 50 ] [ 51 ]                      |
| 136*                                  | José I, reinstalado         | 1282-1283      | Quando Andrônico II Paleólogo subiu ao trono, João XI Bekkos (favorável à União) foi forçado a abdicar e José I foi novamente alçado ao trono patriarcal, de onde saiu apenas quando morreu, três meses depois. | [ 46 ]                             |
| 138                                   | Gregório II Cipriota        | 1283-1289      | Pupilo de Nicéforo Blemides e Jorge Acropolita, com a reconquista da capital imperial pelas forças nicenas em 1261, Gregório se mudou para lá, tornando-se depois um professor e tendo entre seus pupilos, Nicéforo Cumno. Eleito patriarca em 1283, Gregório, ao contrário de seu predecessor, se recusou a aceitar a adição da cláusula Filioque ao credo niceno-constantinopolitano pelos católicos romanos e requisito para a União. Gregório acreditava e defendia uma manifestação eterna do Espírito Santo pelo Filho. Esta fórmula de Gregório tem sido considerada como uma "resposta" ortodoxa a Filioque mesmo não tendo nenhum status especial na doutrina oficial ortodoxa e foi endossada pelo Concílio de Blaquerna, em 1285. | [ 52 ] [ 53 ]                      |
| 139                                   | Atanásio I                  | 1289-1293      | Atanásio era contrário à reunião da Igreja Católica com a Igreja Ortodoxa, separadas desde o cisma de 1054, e introduziu reformas eclesiásticas que provocaram forte oposição do clero, forçando-o a renunciar em 1293. | [ 54 ]                             |
| 140                                   | João XII                    | 1294-1303      | Pró-união, nasceu em Sozópolis, na região ocidental do Mar Negro (atual Sozopol, na Bulgária) e, antes de se tornar patriarca chamava-se Kosmas. | [ 55 ]                             |
| 139*                                  | Atanásio I, reinstalado     | 1303-1309      | Com o apoio popular, Atanásio foi restaurado em 1303, sendo novamente forçado a renunciar em 1310 por pressões da facção pró-união no clero. | [ 54 ] [ 56 ]                      |
| 141                                   | Nefão I                     | 1310-1314      | Era um amante do luxo e uma péssima escolha para a função. Durante o seu reinado, o cisma arsenita terminou. Nefão abdicou ao trono depois de quatro anos, acusado de simonia. | [ 57 ] [ 58 ] [ 59 ]               |
| 142                                   | João XIII Glykys            | 1315-1320      | Antes de se tornar patriarca, ele havia sido um logóteta, era casado e tinha filhos. Após a sua eleição, ele abandonou a esposa, que fez votos monásticos. | [ 59 ]                             |
| 143                                   | Gerásimo I                  | 1320-1321      | Em 21 de março de 1320, Gerásimo sucedeu a João XIII Glykys, mas já era um monge muito idoso e faleceu em 20 de abril de 1321 | [ 60 ]                             |
| 144                                   | Isaías I                    | 1323-1334      | O imperado Andrônico II Paleólogo manteve Isaías confinado no claustro da seção monástica da Magnaura em Constantinopla em 1327, possivelmente por conta do apoio do patriarca ao neto dele, Andrônico III Paleólogo, durante a guerra civil. Com a deposição de Andrônico II pelo neto em 23/24 de maio de 1328, uma delegação foi enviada ao mosteiro para libertar Isaías. No caminho de volta ao palácio, Isaías foi escoltado não pelo grupo usual de clérigos, mas por uma trupe de músicos, dançarinos e comediantes, um dos quais fê-lo rir tanto que ele quase caiu do cavalo. | [ 61 ]                             |
| 145                                   | João XIV Calecas            | 1334-1347      | João Calecas era um oponente do hesicasmo e de Gregório Palamas. Também teve papel ativo na guerra civil bizantina de 1341-1347 como membro da regência de João V Paleólogo contra João VI Cantacuzeno. Por volta de 1337, já durante o seu patriarcado, um monge calabrês chamado Barlaão, que era então abade do Mosteiro de São Salvador em Chora aprendeu a prática do hesicasmo durante uma visita a Monte Atos. Barlaão, treinado na teologia escolástica ocidental, ficou escandalizado e começou uma campanha contra a prática e o seu principal defensor, Gregório Palamas. Em 1345, tendo finalmente se comprometido com a causa de Barlaão, João Calecas convocou um sínodo que excomungou Gregório Palamas da Igreja Ortodoxa e o mandou prender. Em junho de 1341, após a morte do imperador Andrônico III Paleólogo, duas facções emergiram na corte imperial para contestar a sucessão ao trono. Elas se dividiam sobre a regência do coimperador - e menor de idade - João V Paleólogo. Apoiado pelas intrigas de Aleixo Apocauco, os dois lados se engajaram na guerra civil bizantina, que duraria até 1347. Um sínodo foi realizado em fevereiro deste mesmo ano que derrubou João XIV e o exilou para Demótica. Gregório Acindino foi novamente excomungado. Isidoro Buchiras, que tinha sido excomungado em 1344, foi elevado ao trono patriarcal.                                                                                            | [ 62 ] [ 63 ] [ 64 ] [ 65 ] [ 66 ] |
| 146                                   | Isidoro I Buchiras          | 1347-1350      | Logo que assumiu, Isidoro soltou Gregório Palamas da prisão e o consagrou arcebispo de Tessalônica. Durante os seu patriarcado de pouco mais de dois anos, Isidoro procurou fazer com que toda a Igreja Bizantina aceitasse o palamismo e, para isso, selecionou apenas bispos deste partido. Ele também instituiu duras penalidades para os que se recusassem. | [ 67 ]                             |
| 147                                   | Calisto I                   | 1350-1354      | Monge vindo de Monte Atos, Calisto convocou um sínodo em Constantinopla em 1351 que finalmente estabeleceu que o hesicasmo era ortodoxo, porém teve muito trabalho para fazer com que a doutrina fosse universalmente aceita pelos ortodoxos. Em 1353, recusou-se a coroar Mateus Cantacuzeno, filho do imperador João VI Cantacuzeno, como coimperador com seu pai e, como resultado, foi deposto e retornou para Monte Atos. | [ 67 ]                             |
| 148                                   | Filoteu Cocino              | 1354-1355      | Alçado ao trono por João VI Cantacuzeno, Filoteu foi deposto juntamente com ele quando João V Paleólogo assumiu o poder. Ele era contra a reunião da Igreja Ortodoxa com a Igreja Católica e se opunha ao imperador João V, que pretendia negociar a reunião com os papas Urbano V e Gregório XI por causa da ameaça dos turcos otomanos, que haviam invadido a Europa. | [ 68 ]                             |
| 147*                                  | Calisto I, reinstalado      | 1355-1364      | Em 1354, após João VI ter sido deposto, Calisto retornou ao trono patriarcal e passou a se dedicar a fortalecer a administração do patriarcado. Em 1364, abdicou e ajudou a restaurar Filoteu ao trono patriarcal. | [ 67 ]                             |
| 148*                                  | Filoteu Cocino, reinstalado | 1364-1376      | Filoteu era um defensor do hesicasmo e ajudou a causa dos hesicastas em 1368 ao apoiar a glorificação de Gregório Palamas num sínodo local. Demétrio Cidones, com o apoio de seu irmão mais novo, Prócoro Cidones, se opôs ao palamismo, que eles viam como politeísta ou panteísta e ambos foram excomungados neste mesmo sínodo. A resposta de Demétrio Cidones aos hesicastas após a sua excomunhão é considerada um exemplo clássico de polêmica católica contra o hesicasmo. Filoteu foi novamente deposto em 1376 pelo imperador Andrônico IV Paleólogo, quando este último ascendeu ao trono imperial durante a guerra civil na qual derrubou seu pai, João V. É considerado um santo pela Igreja Ortodoxa. | [ 69 ] [ 68 ] [ 70 ]               |
| 149                                   | Macário                     | 1376-1379      | Com papel ativo na guerra civil, Macário foi nomeado patriarca em 1376 por Andrônico IV Paleólogo e coroou o imperador e seu filho, João VII Paleólogo em 18 de outubro de 1377. Contudo, foi expulso do trono patriarcal com o retorno de João V Paleólogo e Manuel II Paleólogo em 1379. | [ 71 ]                             |
| 150                                   | Nilo I Querameu             | 1379-1388      | Nilo teve que servir de mediador no conflito entre João V Paleólogo e seu filho rebelde, Andrônico IV, num contexto dramático: os turcos otomanos terminaram a conquista total da Anatólia (exceto o Ponto) e iniciaram a conquista dos Balcãs, reduzindo o Império Bizantino à região de Constantinopla e redondezas, Tessalônica e Calcídica, Tessália, um punhado de ilhas no Egeu e o Despotado de Moreia. Ele é conhecido por suas posições anti-romanas e a favor das teses de Gregório Palamas na controvérsia hesicasta. Entre 1380 e 1382, Nilo reconheceu o direito do imperador bizantino João V de interferir em assuntos eclesiásticos, principalmente da escolha do patriarca. Esta decisão foi posteriormente ratificada por um sínodo patriarcal. | [ 72 ] [ 73 ]                      |
| 151                                   | Antônio IV                  | 1389-1390      | Antônio foi eleito patriarca em janeiro de 1389 e deposto em agosto do ano seguinte durante a tentativa de golpe de João VII Paleólogo, que manteve o controle da capital imperial por cinco meses. | [ 73 ]                             |
| 149*                                  | Macário, reinstalado        | 1390-1391      | Macário foi restaurado quando o filho de Andrônico, o usurpador João VII Paleólogo, tomou novamente o trono e expulsou o patriarca Antônio IV. Porém, menos de um ano depois, em 1391, Macário foi novamente deposto por Manuel II Paleólogo. | [ 73 ]                             |
| 151*                                  | Antônio IV, reinstalado     | 1391-1397      | Alçado novamente com a reconquista da cidade por Manuel II, coroou o novo imperador. Em 1397, Antônio enviou emissários ao grão-duque da Lituânia Jogaila pedindo ajuda e pediu-lhe que juntasse forças com Sigismundo da Hungria contra os turcos otomanos que cercavam a capital. Também manteve correspondências com Basílio I da Rússia nas quais ele defendeu a autoridade espiritual universal do Patriarcado de Constantinopla e também a autoridade universal dos imperadores bizantinos, mesmo frente ao diminuto tamanho do Império à época | [ 74 ] [ 75 ]                      |
| 152                                   | Calisto II Xantópulo        | 1397           | Durante todo o seu curto patriarcado, Constantinopla esteve cercada pelo sultão otomano Bajazeto I. Com a ajuda de outro monge, Inácio Xantópulo, Calisto compôs o famoso "Centenário", um tratado com 100 seções sobre as práticas ascetas dos monges hesicastas que foi incorporado na Filocalia de Nicodemos, o Hagiorita, e teve grande influência sobre a espiritualidade ortodoxa. Ele é considerado um santo pela Igreja Ortodoxa | [ 76 ] [ 77 ] [ 78 ]               |
| 153                                   | Mateus I                    | 1397-1410      | Mateus foi eleito com o apoio do imperador em 1397. Em 1410, quando Tamerlão iniciou sua guerra contra o sultão otomano Bajazeto I, Mateus I, convencido de que haveria uma vitória turca, teria supostamente iniciado conversas com o inimigo, mas conseguiu se reabilitar lançando uma encíclica. Ele foi novamente desafiado por ser considerado incapaz de realizar a função pelo clero que apoiava João VII Paleólogo, que, por sua vez, havia se aproveitado da ausência do imperador, em visita ao ocidente desde 1399, para tentar um golpe de estado. | [ 79 ] [ 80 ] [ 81 ]               |
| 154                                   | Eutímio II                  | 1410-1416      | Abade do Mosteiro de Estúdio, Eutímio era um grande amigo do imperador Manuel II Paleólogo, com que se correspondia. Um sério conflito com Manuel sobre os direitos eclesiásticos do imperador sobre a Igreja foi interrompido com a morte súbita de Eutímio em 29 de março de 1416. | [ 82 ] [ 83 ]                      |
| 155                                   | José II                     | 1416-1439      | Era filho de João Sismanes da Bulgária e um monge em Monte Atos. Junto com o imperador bizantino João VIII Paleólogo, 23 bispos metropolitas e diversos estudiosos e acadêmicos, ele participou da embaixada grega de quase 700 pessoas enviadas para participar do concílio de Florença que tentava novamente unificar as igrejas. José já estava muito velho e doente e morreu dois meses depois de chegar, o que provocou muito pesar à todos os presentes, pois ele era um fervoroso defensor da união. | [ 84 ]                             |
| 156                                   | Metrófanes II               | 1440-1443      | Fervoroso defensor da chamada "União de Florença", Metrófanes foi apontado por João VIII justamente por sua simpatia pela causa. Sofreu feroz oposição de Marcos de Éfeso, o único bispo a votar contra a União e posteriormente canonizado por isso, e da população de Constantinopla, contrária à união. Em 1443, o imperador organizou um debate teológico entre os bispos latinos e Marcos, mas ambos os lados reivindicaram a vitória. No mesmo ano, os outros três patriarcas do oriente, o de Antioquia, de Jerusalém e de Alexandria, lançaram um anátema conjunto contra Metrófanes II, ignorando que seus delegados haviam aprovado a União das Igrejas em Florença. Metrófanes se sentiu pouco apoiado pelo imperador — defensor da União — e, durante o julgamento, adoeceu, renunciou e morreu — diz-se de tristeza — em 1 de agosto de 1444. | [ 85 ] [ 86 ]                      |
| 157                                   | Gregório III Mammas         | 1443-1450/1453 | Monge e unionista, participou do Concílio de Ferrara-Florença. Em 1450, ele foi forçado a abdicar por causa da oposição dos anti-unionistas às suas políticas e se exilou em Roma em agosto de 1451. Lá, foi cordialmente recebido pelo papa Nicolau V. Os pró-unionistas das áreas ocupadas pelos latinos na Grécia continuaram a considerá-lo como legítimo patriarca de Constantinopla, ignorando o seu sucessor, Atanásio II, cuja própria existência é constestada. Gregório morreu em Roma e foi canonizado pela Igreja Católica. | [ 87 ] [ 88 ] [ 89 ] [ 90 ]        |
| 158?                                  | Atanásio II                 | 1450?-1453?    | As minutas do sínodo que teria eleito Atanásio desapareceram e tanto a sua eleição quanto a própria existência da reunião foram colocadas em xeque por causa da confusão religiosa que reinava em Constantinopla nos anos finais antes da queda do Império Bizantino. De acordo com Vitalien Laurent, especialista na história religiosa bizantina, "o patriarca Atanásio II, registrado em todos os catálogos, é um mito, assim como o sínodo de 1450, cujos atos apenas o mencionam" e "Uma solenidade de Gregório Mammas em Santa Sofia é lembrada em dezembro de 1452 e ele é o último patriarca antes da queda. Atanásio jamais existiu". | [ 88 ] [ 87 ]                      |
| 159                                   | Genádio II Escolário        | 1453-1456      | O último patriarca grego ortodoxo do Império Bizantino, Genádio é bastante conhecido por ter mudado radicalmente de opinião durante a sua vida sobre o tema da União de Florença. Um ferrenho defensor da união, discursou no Concílio de Florença em sua defesa e refutou os argumentos de Marcos de Éfeso. Porém, quando ele retornou para Constantinopla, mudou de opinião, aparentemente por conta de seu mentor que o converteu completamente para a ortodoxia anti-latina. Daí até a sua morte ele ficou conhecido (com Marcos) como o mais ferrenho opositor da união, escrevendo muitos livros para defender as suas novas convicções, que diferem tanto de suas posições conciliatórias anteriores que Leão Alácio pensou se tratarem de duas pessoas diferentes e com o mesmo nome. Após a Queda de Constantinopla em 1453, Genádio foi aprisionado pelos turcos otomanos. Maomé II, o Conquistador então buscou no clero o seu membro mais anti-ocidental para lançar como uma figura de união dos gregos sob o jugo turco - e Genádio, como o líder anti-unionista, era uma escolha natural e, por isso, recebeu do sultão as insígnias de seu cargo, um ritual que seria repetido pelos sultões posteriores. | [ 91 ] [ 92 ]                      |

## Listas correlatas
Para os patriarcas anteriores ao Grande Cisma do Oriente, em 1054, quando a Igreja Ortodoxa estava em comunhão plena com a Igreja Católica, veja:
Para os patriarcas sob o jugo muçulmano, depois da Queda de Constantinopla em 1453, veja: